# Licènids
|  | «Blaveta» redirigeix aquí. Vegeu-ne altres significats a «Blaveta (desambiguació)». |

Els licènids (Lycaenidae) són una família de lepidòpters ditrisis de la superfamília dels papilionoïdeus (Papilionoidea). Fins a l'any 2011 hi havia un total de 5.201 espècies descrites.

## Morfologia
Normalment són de grandària petita. Habitualment existeix un dimorfisme sexual accentuat: el cas més típic està representat per moltes espècies de la subfamília Polyommatinae, en les quals els mascles tenen l'anvers de les ales blau (per això també són conegudes com a 'blavetes') i les femelles marró.
A Europa hi ha moltes espècies similars, cosa que dificulta les identificacions. Ara bé, les diferències en la coloració de fons i en el dibuix (especialment del revers de les ales posteriors) poden facilitar la tasca en molts casos.
Les erugues són rabassudes i tenen cert aspecte a cotxinilla. Generalment estan ben camuflades i tenen una gran adaptació a la planta nutrícia. Les pupes també són rabassudes: curtes en relació al diàmetre.

## Ecologia

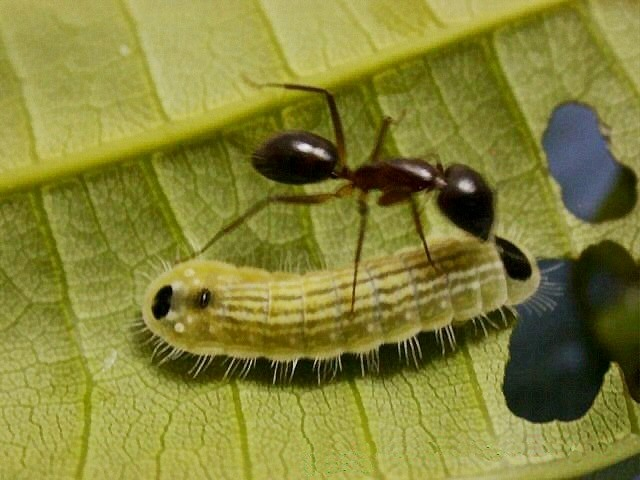
Interacció entre una formiga i una eruga de licènid.

Els mascles de moltes espècies es congreguen sobre el terra humit, de vegades en grans grups i perllongadament, per extreure sals de sodi dissoltes en l'aigua.
La mirmecofília és habitual entre les erugues. Aquestes posseeixen una glàndula dorsal al desè segment que segrega una substància ensucrada d'alt contingut energètic que atrau a les formigues; a canvi les formigues les protegeixen de dípters i himenòpters parasitoides. Aquestes associacions són facultatives i, per tant, no són imprescindibles (mutualisme).
D'altra banda, en altres espècies aquesta associació sí que és imprescindible i ha derivat en el parasitisme. En aquests casos la formiga s'enduu l'eruga al niu i aquesta s'alimenta de les larves i pupes de les formigues fins a completar el creixement i fer la crisàlide. Mentrestant, l'eruga segueix rebent les atencions de les formigues.

## Taxonomia i sistemàtica
Les relacions filogenètiques entre els licènids i la resta de famílies de papilionoïdeus serien:
|  | Hedylidae   |
|  |             |
|  | Hesperiidae |
|  |             |

|  | Nymphalidae                                               |
|  |                                                           |
|  | \| \| Riodinidae \| \| \| \| \| \| Lycaenidae \| \| \| \| |
|  |                                                           |
|  | Riodinidae                                                |
|  |                                                           |
|  | Lycaenidae                                                |
|  |                                                           |

|  | Riodinidae |
|  |            |
|  | Lycaenidae |
|  |            |

|  | Nymphalidae                                               |
|  |                                                           |
|  | \| \| Riodinidae \| \| \| \| \| \| Lycaenidae \| \| \| \| |
|  |                                                           |
|  | Riodinidae                                                |
|  |                                                           |
|  | Lycaenidae                                                |
|  |                                                           |

|  | Riodinidae |
|  |            |
|  | Lycaenidae |
|  |            |

|  | Hedylidae   |
|  |             |
|  | Hesperiidae |
|  |             |

|  | Nymphalidae                                               |
|  |                                                           |
|  | \| \| Riodinidae \| \| \| \| \| \| Lycaenidae \| \| \| \| |
|  |                                                           |
|  | Riodinidae                                                |
|  |                                                           |
|  | Lycaenidae                                                |
|  |                                                           |

|  | Riodinidae |
|  |            |
|  | Lycaenidae |
|  |            |

|  | Nymphalidae                                               |
|  |                                                           |
|  | \| \| Riodinidae \| \| \| \| \| \| Lycaenidae \| \| \| \| |
|  |                                                           |
|  | Riodinidae                                                |
|  |                                                           |
|  | Lycaenidae                                                |
|  |                                                           |

|  | Riodinidae |
|  |            |
|  | Lycaenidae |
|  |            |

|  | Hedylidae   |
|  |             |
|  | Hesperiidae |
|  |             |

|  | Nymphalidae                                               |
|  |                                                           |
|  | \| \| Riodinidae \| \| \| \| \| \| Lycaenidae \| \| \| \| |
|  |                                                           |
|  | Riodinidae                                                |
|  |                                                           |
|  | Lycaenidae                                                |
|  |                                                           |

|  | Riodinidae |
|  |            |
|  | Lycaenidae |
|  |            |

|  | Nymphalidae                                               |
|  |                                                           |
|  | \| \| Riodinidae \| \| \| \| \| \| Lycaenidae \| \| \| \| |
|  |                                                           |
|  | Riodinidae                                                |
|  |                                                           |
|  | Lycaenidae                                                |
|  |                                                           |

|  | Riodinidae |
|  |            |
|  | Lycaenidae |
|  |            |

|  | Hedylidae   |
|  |             |
|  | Hesperiidae |
|  |             |

|  | Nymphalidae                                               |
|  |                                                           |
|  | \| \| Riodinidae \| \| \| \| \| \| Lycaenidae \| \| \| \| |
|  |                                                           |
|  | Riodinidae                                                |
|  |                                                           |
|  | Lycaenidae                                                |
|  |                                                           |

|  | Riodinidae |
|  |            |
|  | Lycaenidae |
|  |            |

|  | Nymphalidae                                               |
|  |                                                           |
|  | \| \| Riodinidae \| \| \| \| \| \| Lycaenidae \| \| \| \| |
|  |                                                           |
|  | Riodinidae                                                |
|  |                                                           |
|  | Lycaenidae                                                |
|  |                                                           |

|  | Riodinidae |
|  |            |
|  | Lycaenidae |
|  |            |